# Cynorta casa
Cynorta casa is een hooiwagen uit de familie Cosmetidae.